# Taekwondo Bond Nederland
De Taekwondo Bond Nederland (TBN) is een Nederlandse sportbond voor de Koreaanse vechtsport Taekwondo. De TBN in haar huidige vorm is opgericht op 1 april 1979 en is een vereniging zonder winstoogmerk. Het hoofdkantoor is gevestigd in Haarlem. De TBN is aangesloten bij World Taekwondo Europe (WTE) en  World Taekwondo (WT).
De TBN is het het enige orgaan voor Taekwondo in Nederland welke door NOC-NSF wordt erkend.
De TBN heeft als doel het bevorderen van de Taekwondosport en van de aan de Taekwondosport verwante methoden van zelfverdediging. De TBN faciliteert onder andere het opleiden van juryleden, trainers, examinatoren, het organiseren van wedstrijden en het afnemen van door Kukkiwon erkende danexamens.
De TBN organiseert wedstrijden in fullcontact sparring en in stijlvormen, waaronder districtskampioenschappen, Nederlandse Kampioenschappen en Open Nederlandse Kampioenschappen. Binnen de TBN worden naast de wedstrijdsport ook evenementen georganiseerd voor breedtesport, zoals taekwondodagen waarbij leden workshops volgen of speciale stijl en/of wedstrijdtrainingen, danexamentrainingen en dergelijke.
In Nederland zijn zo'n 140 Taekwondoscholen aangesloten bij de TBN met in totaal ongeveer 3.700 leden.
De dagelijkse leiding van de TBN is in handen van bondsdirecteur Marc van Keulen.

## Ledenaantallen
Hieronder de ontwikkeling van het ledenaantal en het aantal verenigingen:
| Jaar | Ledenaantal | Verenigingen |
| ---- | ----------- | ------------ |
| 2024 | 3.700       |              |
| 2023 | 3.500       |              |
| 2022 | 3.500       |              |
| 2021 | 3.200       | 140          |
| 2020 | 5.000       | 142          |
| 2019 |             | 146          |
| 2018 |             | 147          |
| 2017 | 5.635       | 147          |
| 2016 | 6.253       | 146          |
| 2015 | 6.775       | 153          |
| 2014 | 6.973       | 153          |
| 2013 | 7.088       | 155          |
| 2012 | 7.080       | 157          |
| 2011 | 7.289       | 153          |
| 2010 | 7.878       | 151          |
| 2009 | 8.588       | 150          |
| 2008 | 8.574       | 173          |
| 2007 | 9.957       | 178          |
| 2006 | 9.957       | 178          |
| 2005 | 9.260       | 175          |
| 2004 | 7.686       | 171          |
| 2003 | 8.461       | 170          |
| 2002 | 8.491       | 176          |
| 2001 |             | 170          |
| 1999 | 8.550       | 163          |
| 1996 | 9.044       | 171          |
| 1993 | 8.889       |              |
| 1990 | 7.388       |              |
| 1987 | 5.189       |              |
| 1984 | 2.273       |              |
| 1981 | 3.000       |              |